# زينون (إمبراطور)
الإمبراطور القيصر فلافيوس زينون أغسطس (باللاتينية: Flavius Zeno Tarasicodissa)، اسمه الأصلي تاراسيكوديسّا أو تراسكاليسايوس (425 - 491) كان إمبراطوراً رومانياً شرقياً من 9 فبراير 474 حتى 9 أبريل 491، ويعد من أبرز الأباطرة البيزنطيين الأوائل. أصابت الثورات المحلية والخلاف الديني عهده الذي نجح على الرغم من هذا إلى الحد من القضايا الأجنبية. ترأس النهاية الرسمية للإمبراطورية الرومانية في الغرب بينما في نفس الوقت ساهم في استقرار الإمبراطورية في الشرق.
تعرض حكمه لانقلاب وتمرد لمدة قصيرة تولى فيها باسيليسكيوس الحكم لمدة عشرين شهراً ابتداءً من عام 475 ميلادية قبل أن ينجح زينون في استعادة حكمه مرة أخرى.
كان في شبابه مقاتلًا إساوريا، من المنطقة المسماة الآن أرمينيا. والإساوريون هم أجداد الأكراد الحاليين، وكان الرومان ينظرون إليهم على أنهم برابرة على الرغم من كونهم مواطنين رومان لأكثر من قرنين. مجموعة أحداث مواتية سنحت لتاراسيكوديسا بالارتقاء إلى سدة الحكم في القسطنطينية.

## السيرة

### الوصول إلى السلطة

#### نشأته
كان الاسم الأصلي لزينون هو تاراسيس، وبشكل أكثر دقة في لغته الأم الإيساوريية تاراسيكوديسا (باللاتينية: Trascalissaeus). وُلد تاراسيس في إيساوريا، في روسومبلادا، التي أُعيد تسميتها لاحقًا باسم زينوننوبوليس على شرف زينون. كان والده يدعى كوديسا (كما هو مذكور في اسمه المنسوب لاسم أبيه «تاراسيكوديسا»)، والدته لاليس، وشقيقه لونجينوس. كان لتاراسيس زوجة، أركاديا، التي ارتبط اسمها بالطبقة الأرستقراطية القسطنطينية، والتي شُيد لها تمثال بالقرب من حمامات أركاديوس، بمحاذاة الدرجات التي قادت إلى طرق تسلق الجبال. تؤكد الروايات التراثية من الشرق الأدنى وغيرها من الروايات المسيحية أن زينون كانت لديه ابنتان، هيلاريا وثيوبيست، اللتان اتبعتا حياة دينية، ولكن المصادر التاريخية تشهد على وجود ابن واحد فقط من أركاديا، ويدعى زينونن. وفقًا لمصادر قديمة، كانت مسيرة زينون المرموقة، بقتاله ضد أتيلا في عام 447 للدفاع عن القسطنطينية وتعينه قنصلًا في العام التالي، هي السبب وراء اختيار تاراسيس، الذي كان ضابط إيساوري آخر، الاسم اليوناني زينون عندما تزوج فرد من أفراد العائلة الإمبراطورية، وبالتالي أصبح يُعرف باسم زينون عندما اعتلى العرش. يشير بعض المؤرخين الحديثين إلى أن الجنرال الإيساوري زينون كان والد الإمبراطور، ولكن لا يوجد إجماع حول هذا الرأي، وتشير مصادر أخرى إلى أن تاراسيس كان من حاشية زينون.
كان الإيساوريون شعبًا يعيش في المناطق الداخلية من ساحل البحر المتوسط في الأناضول، في قلب جبال طوروس (عمومًا ما يعرف الآن بمنطقة قونية / بوزكير في تركيا). مثل معظم القبائل التي كانت تعيش على الحدود، كان يُنظر إليهم على أنهم برابرة من قبل الرومان على الرغم من أنهم كانوا رعايا رومانيين لأكثر من خمسة قرون. ولكن، بما أنهم كانوا مسيحيين أرثوذكس بدلاً من أريوسيين، مثلما كان القوط والقبائل الجرمانية الأخرى، لذلك لم يُمنعوا رسميًا من العرش.
وفقًا لبعض الباحثين، في منتصف عقد 460، أراد الإمبراطور الروماني الشرقي، ليو الأول، تحقيق التوازن في الجيش بين المكون الجرماني والمكونات الأخرى، وكان يقود الجيش الألاني أسبار برتبة قائد الجنود (باللاتينية: magister militum). لقد ظن أن تارسيس والإيساوريين يمكن أن يكونوا ثقل موازن للجرمانيين، ودعاه مع العديد من الإيساوريين، إلى القسطنطينية. ولكن هذا التفسير، شُكك بصحته. بحلول منتصف عقد 460، كانت أركاديا وزينون يعيشون في القسطنطينية منذ مدة، حيث عاشت والدته لاليس وشقيقه لونجينوس أيضًا، تزوج لونجينوس من فاليريا، التي كانت من المحتمل امرأة من الطبقة الأرستقراطية.
وفقًا لمصادر قديمة، تعود الإشارة الأولى إلى تاراسيس إلى عام 464، عندما حصل على بعض الرسائل التي كتبها أردابور ابن أسبار، والتي أثبتت أن نجل قائد الجنود (باللاتينية: magister militum) حرض الملك الساساني على غزو الأراضي الرومانية، ووعده بدعم الغزو. من خلال هذه الرسائل، التي أعطاها تاراسيس لليو، كان بإمكان الإمبراطور إقالة أردابور، الذي كان في ذلك الوقت قائد الجنود في الشرق (باللاتينية: magister militum per Orientem) ومن البطارقة الروم (باللاتينية: patricius)، ما قلل من نفوذ وطموح أسبار. كمكافأة على ولائه، الذي أشاد به ليو أمام دانييل العمودي، عُيين تاراسيس كوميس دوميستيكيس (باللاتينية: comes domesticorum)، منصب ذو نفوذ كبير وأهمية. قد يعني هذا التعيين أن تاراسيس كان بروتيكتور دوميستيكيس (باللاتينية: protector domesticus)، إما في بلاط ليو في القسطنطينية، أو مُلحق بطاقم أردابور في أنطاكية.
في 465، تشاجر كل من ليو وأسبار حول تعيين القناصل للسنة التالية، وبعد هذه الواقعة تعزز وضع تاراسيس، إذ أصبح صديقًا للإمبراطور وحليفًا له.

#### صهر ليو الأول
من أجل أن يصبح أكثر قبولًا أمام الطبقة العليا الرومانية وسكان القسطنطينية، اعتمد تاراسيس الاسم اليوناني زينون واستخدمه لبقية حياته. في منتصف عام 466، تزوج زينون من أريادني، الابنة الكبرى لليو الأول وفرينا، ولا يوجد مرجع يشير إلى طلاقه من أركاديا التي من الواضح أنها توفت قبل هذا. في العام التالي، وُلد ابنهم، وأصبح زينون والد الوريث الواضح للعرش، باعتبار الابن الوحيد لليو الأول توفي في طفولته، سُمي الطفل ليو للتأكيد على حقه بالمطالبة بالعرش. لكن زينون لم يكن حاضرا عند ولادة ابنه، لأنه كان يشارك في حملة عسكرية ضد القوط منذ عام 467.
لم يشارك زينون، بصفته عضوًا في البروتيكتور دوميستيكيس، في الحملة الكارثية ضد الواندال، التي قادها في عام 468 صهر ليو باسيليسكيوس. في العام التالي، الذي كان يشرف فيه على القنصلية، عُيين قائدًا للجنود في تراقيا وقاد بعثة استكشافية فيها. لا توضح المصادر بوضوح أي عدو قاتل هناك، وقد اقترح المؤرخون إما القوط أو الهون أو متمردي أناغاستيس. في كلتا الحالتين، قبل مغادرته، طلب ليو وزينون رأي دانييل العمودي حول الحملة، وأجاب دانييل أن زينون سيكون هدفًا لمؤامرة لكنه سيهرب دون أن يصاب بأذى. وبالفعل، أرسل ليو بعض جنوده الشخصيين مع زينون لحمايته، لكن رشاهم أسبار للقبض عليه بدلاً من ذلك. عرف زينون بنواياهم وهرب إلى سيرديكا، وبسبب هذه الحادثة، أصبح ليو أكثر شكًا بأسبار.
بعد الهجوم، لم يرجع زينون إلى القسطنطينية، حيث كان يتواجد أسبار وأردابور، وكانا يتمتعان بنفوذ كبير هناك. وبدلاً من ذلك، انتقل إلى «الجدار الطويل» (الجدار الطويل لشبه حزيرة تراقيا أو باحتمال أقل جدار أناستاسيان)، ثم إلى بيلاي ومن هناك إلى خلقدون. أثناء انتظاره هناك للحصول على فرصة للعودة إلى العاصمة، عُيين كقائد للجنود في الشرق. غادر إلى أنطاكية وأخذ معه الراهب بيتر القصار، التي كانت مقر أبرشيته، وفي طريقه زار إيساوريا، حيث أخمد تمرد إنداكوس. بقي زينون في أنطاكية لمدة عامين.
بينما كان يعيش في أنطاكية مع أسرته، تعاطف زينون مع آراء بيتر القصار المونوفيزية، ودعمه ضد خصمه، الأسقف الخلقدوني مارتيريوس. سمح زينون بوصول الرهبان إلى أنطاكية من الأديرة القريبة ما زاد من عدد أتباع بيتر، ولم يقمع عنفهم بصورة فعالة. ذهب مارتيريوس إلى القسطنطينية لطلب المساعدة من ليو، ولكن عند عودته إلى أنطاكية، أُبلغ أن بيتر قد انتخب أسقفًا، واستقال (470). كان رد فعل ليو هو أن أمر بنفي بيتر وأرسل إلى زينون قانون يحظر على الرهبان مغادرة الأديرة أو إثارة التمرد (1 يونيو 471). في 470/471، كان على زينون أيضًا التعامل مع غزو قبائل التزاني، الذي هاجموا أرمينيا الرومانية.
مع زينون بعيدًا عن القسطنطينية، زاد أسبار من نفوذه من خلال تعيين ابنه باتريشيوس قيصر وتزوج من الابنة الصغرى لليو الأول، ليونتيا (470). المصادر متناقضة حول الأسباب، ولكن تذكر بوضوح أنه في عام 471، أمر ليو بقتل أسبار وأردابور غدرًا. حدث هذا بالتأكيد بموافقة زينون وباسيليسكوس، إذ أنه في ليلة مقتلهما، اقترب الجنرالان من القسطنطينية (كان زينون في تشالسيدون). بعد ذلك، عاد زينون إلى القسطنطينية وعُين ماجستير ميلتيوم براسينتاليس (باللاتينية: magister militum praesentalis).

### الحكم

#### فترة الحكم الأولى وثورة بازيليكوس (475-476)
في 25 أكتوبر 473، عيّن ليو الأول حفيده ليو الثاني كقيصر، ابن زينون وأريادني. في 18 يناير 474، توفي ليو، لو لم يكن ليو الثاني قد أعلن بالفعل كإمبراطور مشارك من قبل جده، لكان قد أصبح أغسطس في تلك المناسبة. بما أن ليو الثاني كان في السابعة من عمره (أصغر من أن يحكم نفسه)، أقنعته أريادني ووالدتها فيرينا بأن يتوج والده زينون كإمبراطور مشارك في الحكم، وهو ما فعله في 9 فبراير 474. عندما أصبح ليو الثاني مريضًا ومات، أصبح زينون الإمبراطور الوحيد.
| قبله: ليو الثاني | الأباطرة البيزنطيون | بعده: أناستاسيوس الأول |